# Галактический квадрант

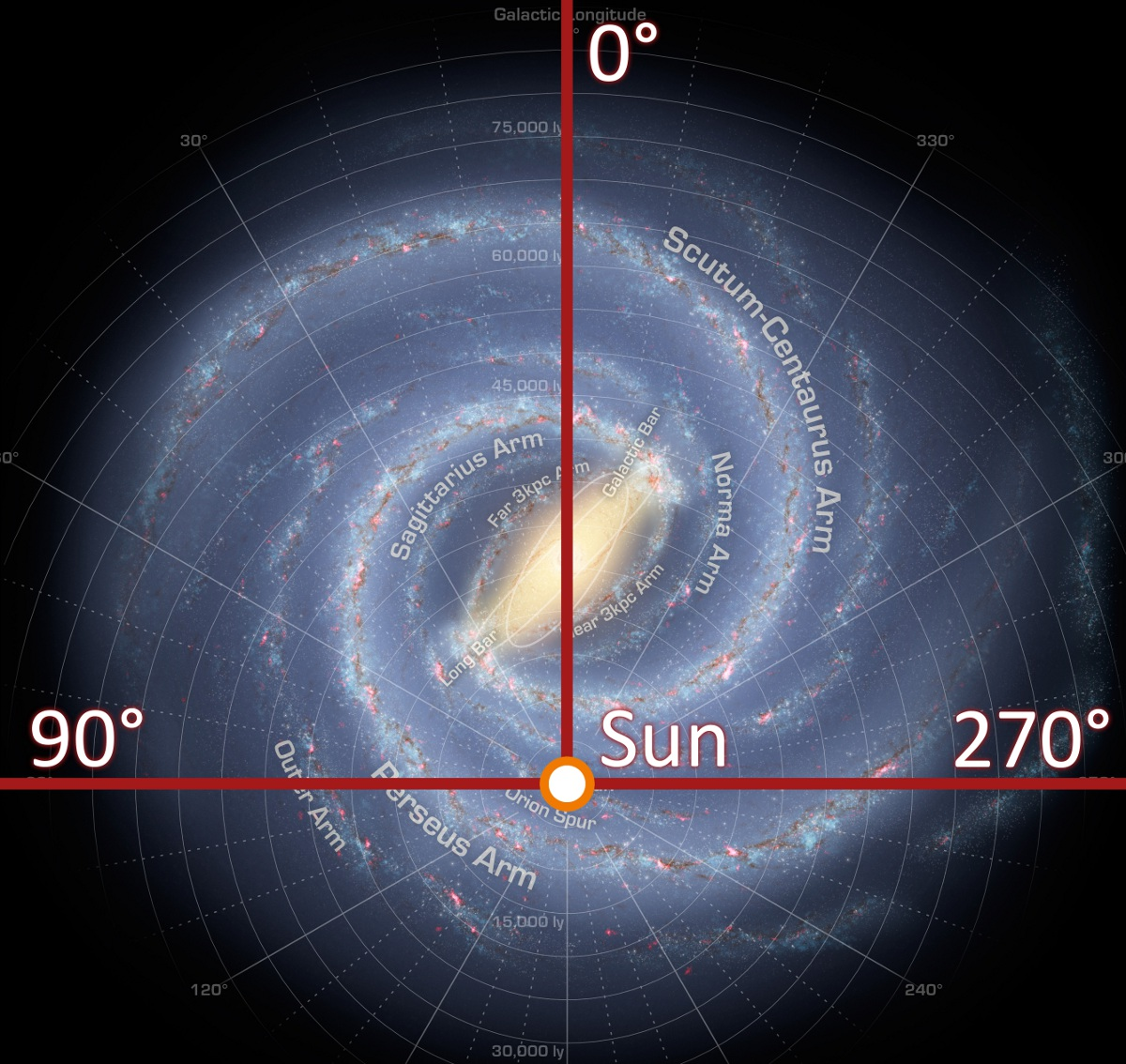
Линии долготы галактической системы координат.

Галактический квадрант, квадрант Галактики — один из четырёх секторов, на которые принято делить Млечный Путь.

## Квадранты галактической системы координат
В астрономии деление на квадранты основано на галактической системе координат, в которой Солнце расположено в начале координат. В начало координат помещают именно Солнце, а не центр Галактики, поскольку астрономические наблюдения проводятся человечеством с поверхности Земли или из Солнечной системы.

### Деление на квадранты
Квадранты называют порядковыми числительными, например, "1-й галактический квадрант", "второй галактический квадрант" или "третий квадрант Галактики". При наблюдении с северного полюса Галактики линия нулевых долгот является лучом, проведённым от Солнца через центр Галактики. При этом деление на квадранты является следующим:
- 1-й квадрант – 0° ≤ галактическая долгота (ℓ) ≤ 90°,[4]
- 2-й квадрант – 90° ≤ ℓ ≤ 180°,[2]
- 3-й квадрант – 180° ≤ ℓ ≤ 270°,[3]
- 4-й квадрант – 270° ≤ ℓ ≤ 360° (0°).[1]

## Распределение созвездий по квадрантам

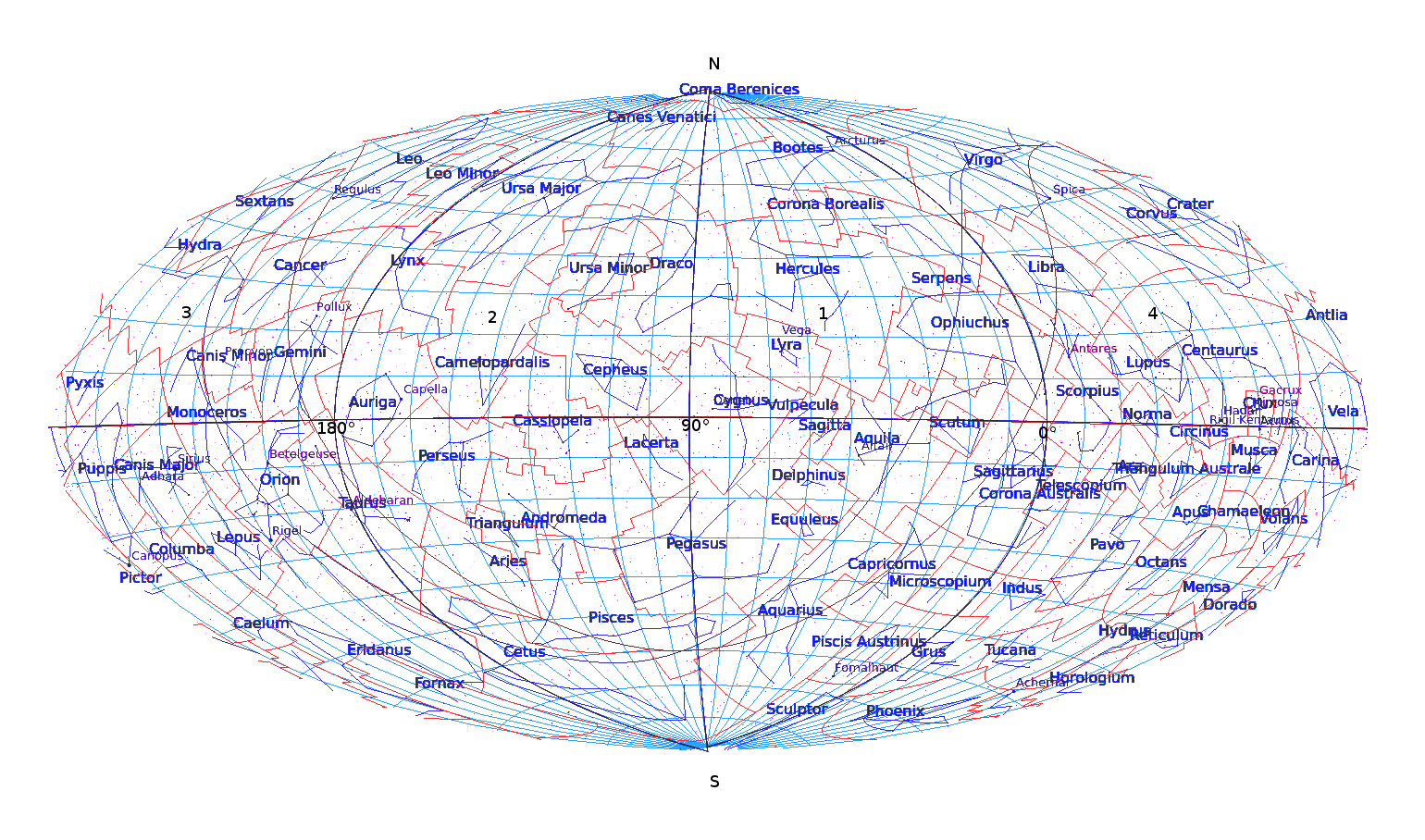
Распределение созвездий по квадрантам, каждый квадрант разделен на северную и южную части (N/S, 1-4)

| Квадрант | Созвездие (Зодиакальные созвездия выделены полужирным шрифтом) |
| -------- | --- |
| NGQ1     | 7 (Лира, Геркулес, Змея, Северная Корона, Змееносец, Лебедь, Волопас) |
| NGQ2     | 8 (Цефей, Дракон, Малая Медведица, Гончие Псы, Большая Медведица, Рысь, Жираф, Возничий) |
| NGQ3     | 9 ( Близнецы, Рак, Лев, Малый Пёс, Секстант, Единорог, Компас, Малый Лев) |
| NGQ4     | 12 (Дева, Весы, Скорпион, Волосы Вероники, Ворон, Чаша, Волк, Центавр, Наугольник, Южный Крест, Насос, Паруса) |
| SGQ1     | 11 (Стрелец, Козерог, Водолей, Малый Конь, Дельфин, Стрела, Орёл, Лисичка, Микроскоп, Щит, Южная Рыба) |
| SGQ2     | 10 (Рыбы, Овен, Телец, Андромеда, Кассиопея, Кит, Персей, Треугольник, Ящерица, Гидра, Пегас) |
| SGQ3     | 9 (Орион, Эридан, Резец, Заяц, Живописец, Голубь, Большой Пёс, Корма, Печь) |
| SGQ4     | 22 (Циркуль, Муха, Телескоп, Южный Треугольник, Райская Птица, Хамелеон, Южная Рыба, Павлин, Индеец, Журавль, Октант, Скульптор, Феникс, Сетка, Золотая Рыба, Столовая Гора, Тукан, Летучая Рыба, Киль, Жертвенник, Южная Гидра, Часы) |

### Наблюдаемость квадрантов

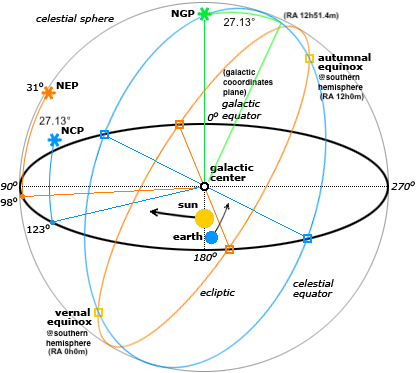
Положение галактической, эклиптической и экваториальной систем координат в проекции на небесную сферу.

Вследствие ориентации Земли относительно остальной части Галактики второй квадрант в основном виден с северного полушария Земли, а четвёртый квадрант — с южного полушария. В рамках международного сотрудничества удаётся наблюдать объекты из всех квадрантов.
При наблюдениях с Земли границы квадрантов проходят по следующим созвездиям:
- линия 0° проходит через созвездие Стрельца (центр Галактики);
- линия 90° проходит через созвездие Лебедя;
- линия 180° проходит через созвездие Возничего (галактический антицентр);
- линия 270°  проходит через созвездие Парусов.